# Arcidiecéze vancouverská
Arcidiecéze vancouverská (latinsky Archidioecesis Vancuveriensis) je římskokatolická arcidiecéze na území kanadské provincie Britská Kolumbie se sídlem v Vancouveru. Vancouverské biskupství vzniklo v roce 1863 jako apoštolský vikariát Britské Kolumbie, roku 1890 se z něj stala diecéze New Westminster, roku 1908 povýšena na arcidiecézi se současným jménem.
Současným quebeckým arcibiskupem je John Michael Miller.